# 소나티나 사장조 (베토벤)
《소나티나 사장조》는 루트비히 판 베토벤에 의해 쓰인 피아노 독주를 위한 작품으로, 피아노를 위한 두 개의 소나티나 중 첫 번째의 것이다(킨스키-함의 카탈로그에서 Anh. 5-1로 등재되어 있다). 이 작품은 베토벤이 사망한 후 독일 함부르크에서 출판되었으나, 베토벤에게서 볼 수 없었던 스타일을 사용하기 때문에 그 진위는 의심받고 있다.

## 구조
작품은 전 두 개의 악장으로 구성되어 있다.
1. 모데라토
2. 로망스

첫 번째 악장은 4/4 박자이다; 두 번째 악장은 6/8 박자에 로망스라는 제목이 붙어있다.